# 伊朗農業
這篇伊朗農業（英語：Agriculture in Iran）用以介紹伊朗的農業政策，實施情況與發展，以及該國重要農作物產量在世界中的排名。
伊朗總土地面積中大約有3分之1可作為農業耕地，但其中許多地區由於土壤貧瘠，和供水不足，大部分並未利用。全國土地中只有12%用於耕耘（作為耕地、果園和葡萄園)，但這樣的已耕作土地中只有不到3分之1可得到灌溉；其餘的則用於旱地農業。大約有92%的農產品需要用水栽培（灌溉或僅靠冬季降雨）。伊朗最肥沃的土壤分佈在國家的西部和西北部。該國的糧食安全指數約為96%。
伊朗總土地面積中有3%用於放牧和小型生產飼料之用。大部分放牧是在山區的半乾旱牧地和伊朗中部大沙漠周圍的平原地區（Dasht）上進行。
伊朗非農業地區佔全國總面積的53%，具體如下：
- 大約有39%的土地是沙漠、鹽盤（“kavir”）和岩石裸露的的山地，不適於農業用途。
- 有7%的土地是疏林。
- 有7%的土地上由城市、城鎮、村莊、工業區和道路佔據。

伊朗在20世紀末，農業產值約佔國內生產總值 (GDP) 的5分之1，並僱用相同比例的勞動力。大多數農場的面積屬於小型，面積不及25英畝（10公頃），經濟產值不高，導致大量人口往城市地區遷移。伊朗除這些缺水和土壤貧瘠的地區之外，還有種子品質低下，以及耕作技術陳舊的問題。
所有這些因素加總，導致農村地區的農作物單位產量不高和伴隨而來的貧困。此外，在1979年伊朗革命後，許多農業勞動者聲稱擁有工作所在土地的權利，強行佔領他們曾受僱的大型私有農場。由此發生的法律糾紛持續存在，到1980年代仍未解決，許多既有業主因此推遲進行原本可提高生產力的大量資本投資，問題因而進一步惡化。然而政府在1990年代持續積極處理，以及提供激勵措施，把農業生產力略微提高，促使該國實現重建國家糧食自給自足的目標。

## 土地利用和灌溉

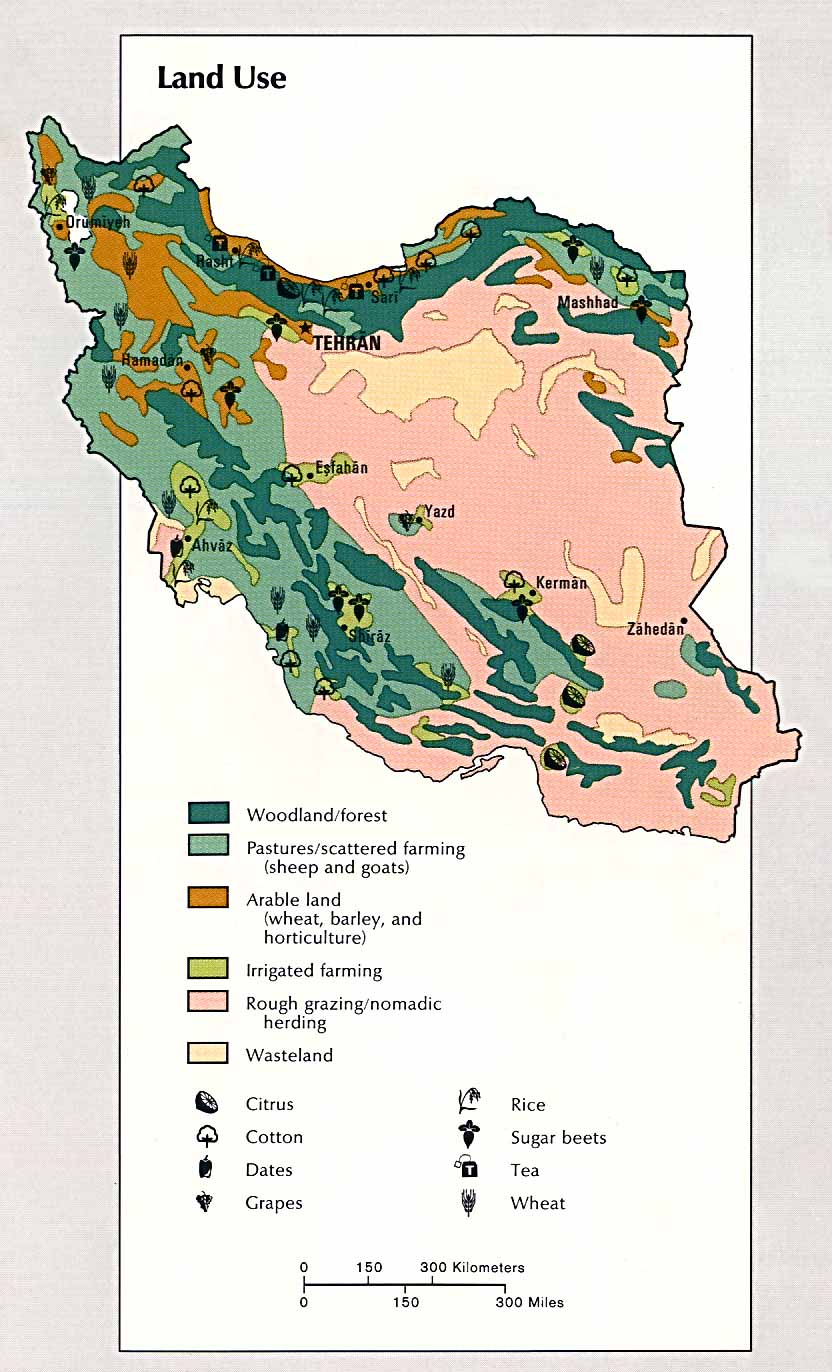
伊朗土地利用分佈

全球年平均降水量為800毫米，但伊朗的年降水量僅為220毫米。總體而言，伊朗的土壤不太適合大型農業生產。該國總土地面積1,636,000平方公里中，約有12%用於耕種，仍有63%的可耕地尚未利用，而受利用的185,000平方公里耕地，利用程度只達到50%至60%的程度。
伊朗採用灌溉和雨養的方式經營農業。2005年，約有1,305萬公頃（13.05萬平方公里）的土地用於耕種，其中50.45%利用灌溉，其餘49.55%依靠雨養。截至2013 年，有灌溉的耕地面積增加到800萬公頃，而依靠雨養的耕地達到1,000萬公頃（總耕地面積達到1,800萬公頃）。
|                     | 2001年3月 | 2003年3月 | 2005年3月 | 2007年3月 | 2008年3月 | 2009年3月 | 2010年3月 | 2011年3月 |
| ------------------- | --------- | --------- | --------- | --------- | --------- | --------- | --------- | --------- |
| 產量 (百萬噸)       | 65        | 80        | 87        | 97        | 92        | 70        | 91        | 99        |
| 伊朗各地降水 (毫米) | 52        | 70        | 69        | 62        | 75        | 51        | 61        | 69        |

## 作物和植物

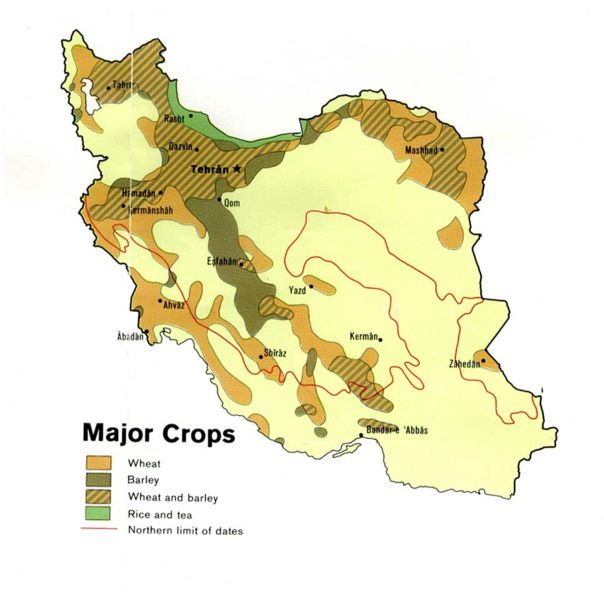
伊朗主要作物分佈圖（約1978年）。

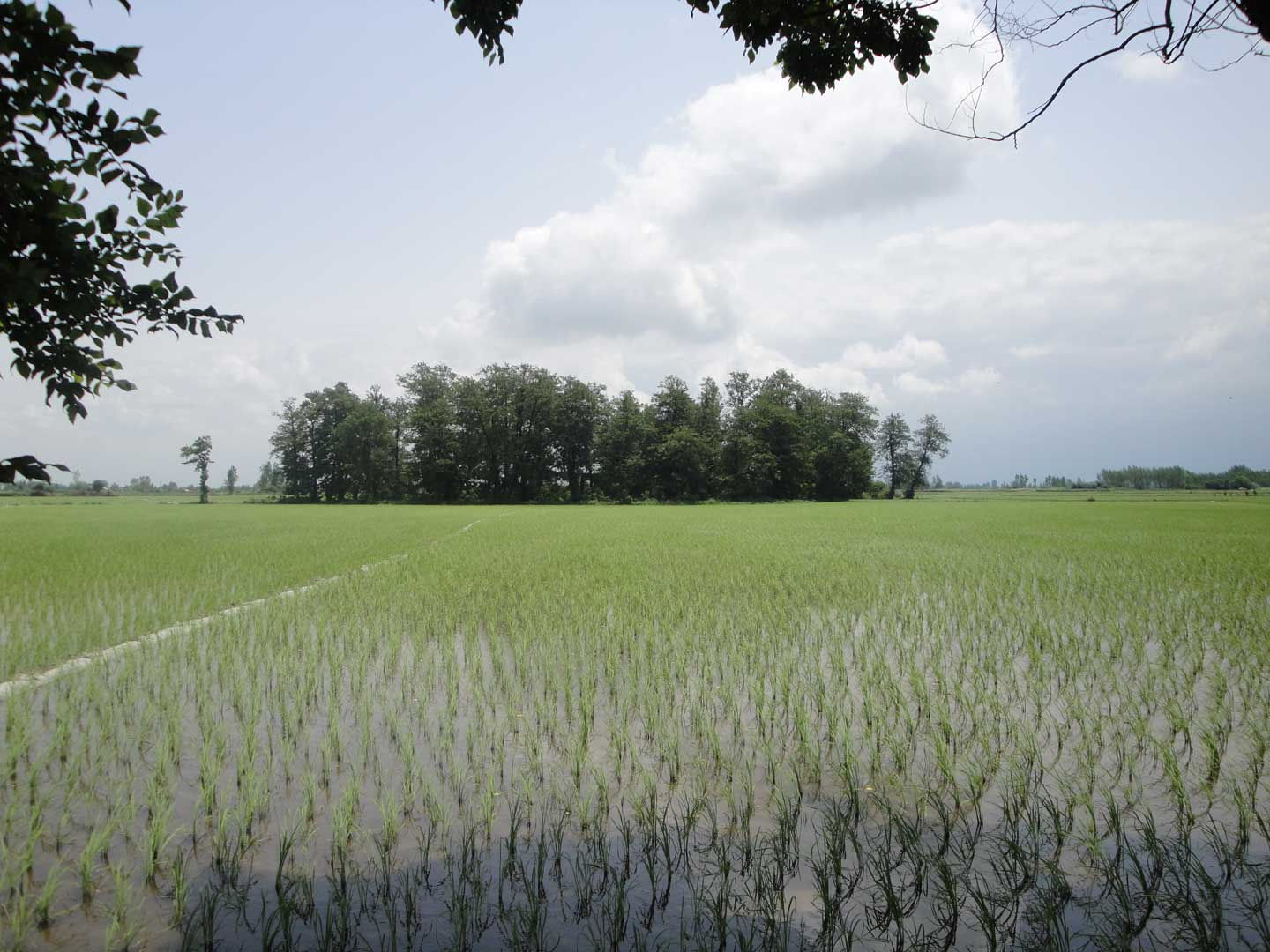
在阿默爾的水稻田。

伊朗不同地區的大幅溫度差異和氣候帶的多樣性，讓人們能夠種植多種作物，包括穀物（小麥、大麥、稻米和玉米）、[[水果（椰棗、無花果、石榴、瓜類和葡萄)、蔬菜、棉花、甜菜、甘蔗和開心果（世界上最大生產國，2005年的產量佔全世界的40%）、堅果、油橄欖、香辛料（例如番紅花，佔世界產量的85%。） 、葡萄乾（世界第3大生產國和第2大出口國）、茶葉、烟草、小蘗（世界第1大生產國）和藥用植物。伊朗有超過2,000種藥用植物；但只有100種被利用於製藥。伊朗擁有的天然植物種群是歐洲的4倍。
小麥、稻米和大麥是該國的主要農作物。伊朗穀物相關領域受到高度監管。生產者可獲得投入成本中如化學肥料和農藥的補貼，以及以保證價格收購收成作物。
小麥：伊朗在2007年出口近60萬噸小麥（全國產量為1,500萬噸）。由於伊朗在2008年發生乾旱，因此在2009年從15個國家購買約600萬噸小麥，讓伊朗成為世界上最大的小麥進口國。
稻米：伊朗稻米年產量為220萬噸，年消費量約為300萬噸（2008年）。伊朗在2008年從阿拉伯聯合大公國、巴基斯坦和烏拉圭進口共約63萬噸稻米，價值2.71億美元，2009年進口1.4百萬噸，價值8億美元。伊朗在2010年的稻米進口量下降40%。伊朗擁有3,800家碾米廠（2009年）。該國稻米人均消費量為45.5公斤，伊朗是世界第13大稻米消費國。伊朗的稻米主要產於北部馬贊德蘭省和吉蘭省，當地已有多年種植歷史。當地許多水稻品種，包括Tarom 、 Gerdeh 、 Hashemi 、 Hasani 、 Neda和Gharib，都是農民自行開發的結果。 
食糖：伊朗在2008年的全國食糖短缺40萬噸至60萬噸。食糖產業因為有大量的廉價食糖進口，而導致國家食糖產能在2008年下降50% 。進口關稅不高是導致這種狀況的主因。
開心果：伊朗是世界上最大的開心果生產國和出口國，美國和土耳其緊隨在後。開心果是伊朗最大的出口農產品，僅次於石油和地毯，在2008年的出口約為20萬噸，價值8.4億美元。伊朗有超過350,000人從事開心果業，其中大部分產於東南部沙漠綠洲的廣闊種植園中。伊朗在2010年所生產的開心果，世界佔有率達到50%。
番紅花：伊朗有許多地區栽種番紅花，但在東北部的北呼羅珊省、禮薩呼羅珊省和南呼羅珊省三地產量佔比最高。伊朗的番紅花銷售到阿拉伯聯大公國、西班牙、日本、土庫曼斯坦、法國、義大利和美國。禮薩呼羅珊省在2010年出口57噸番紅花到41個國家，價值1.565億美元。番紅花的生產成本很高，需要靠手工從極大量的花卉中摘取微細的雄蕊，但伊朗正設法透過自動化來達成摘取的目的。伊朗是世界最大的番紅花生產國，佔世界總產量的93.7%。
茶葉：伊朗國內茶葉產量從2004年的130,000噸上升到2007年的190,000噸。但在2008年，伊朗走私進口的茶葉估計有75,000噸。
園藝農作物：伊朗預計在第4個5年計劃（2005-10）結束時，國內可生產近1,900萬噸園藝農作物，種類約有42種。
水果：伊朗在2008年出口35,000多噸柑橘類水果到36個國家，價值2,080萬美元。伊朗是世界上最大的漿果和核果（尤其是石榴、椰棗、無花果和櫻桃）生產國之一。

## 牲畜

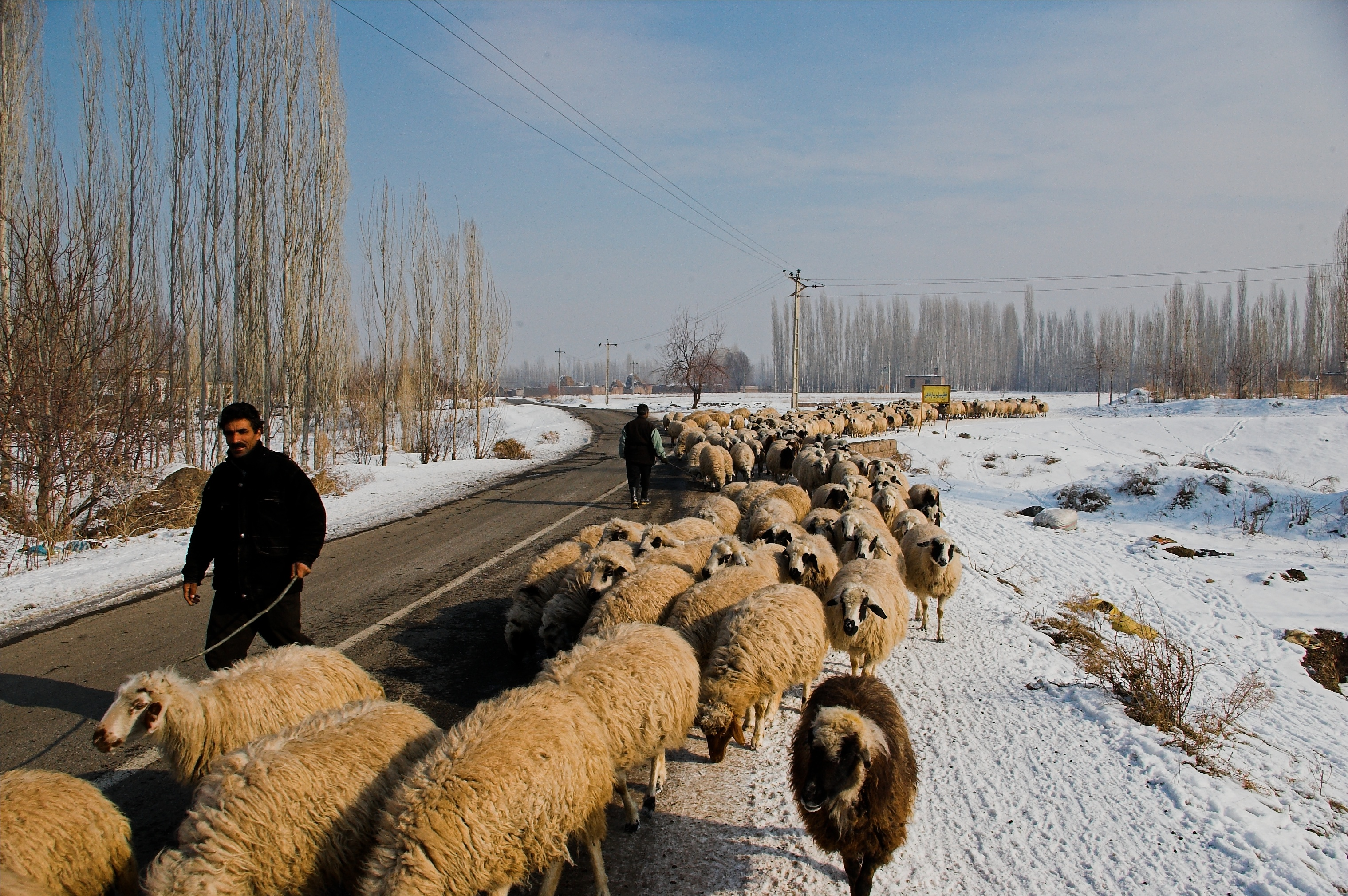
伊朗西北部牧羊人驅趕綿羊之中（2008年冬季）。

伊朗的牲畜裡面，綿羊數量最多，其次是山羊、家牛、驢、馬、水牛和騾。飼養家禽以生產蛋類及禽肉的情況也很普遍。這個家禽飼養業已迅速發展為一個產業，在國內形成上下游相互串連的供應鏈。
伊朗也擁有龐大的乳業，而且在2006年進口近200萬噸飼料穀物。這個產業近年來在國內有重大的進展。
牲畜產量從2007年的1,060萬噸和2006年的990萬噸，增加到2008年的1,130萬噸。在2009年，伊朗有140個肉類加工廠，肉類加工能力為40萬噸。伊朗在2008年人均肉類消費量為26公斤。

## 漁撈
伊朗臨裏海、波斯灣和阿曼灣，也有許多河流，讓該國擁有發展優良漁業的潛力。政府於1952年開始控制商業捕撈。先在1952年成立一家國有漁撈企業Northern Sheelat Company，在1961年成立第二家國有漁撈企業Southern Sheelat Company。由於近年來非法捕撈和在禁漁期間捕盜撈、工農業污染物排放、其他裏海沿岸國家過度捕撈以及其他不利條件，裏海的漁業資源已受危害。從1990年到2004年，伊朗每年在裏海的總捕撈量從98,000噸下降到32,533噸，撈獲的漁獲中包括463噸可生產優質魚子醬的鱘魚。
伊朗在波斯灣和阿曼灣的海岸線長度共1,786公里，這些南部海域擁有豐富的魚類和其他海洋資源，伊朗在2004年從南部海域的漁撈量為29.9萬噸，等於自1976年以來年均增長率為12.6%。南部的漁獲或直接供家庭和餐館消費，或是經過工業加工和保存。擴展漁業基礎設施之後，可讓該國每年從南部水域捕撈約700,000噸漁獲。但來自石油和其他工業所增加的污染，對這個地區的漁業構成嚴重的威脅。
自1979年伊朗革命以來，伊朗人日漸關注從伊朗內陸水域生產魚類。從1976年到2004年，國有和私營部門在內陸水域的水產總量從1,100噸增加到110,175噸。
重要的經濟魚類包括鱘魚（魚卵用於製作魚子醬）、鯛魚、白鮭、鮭魚、鯔魚、鯉魚、鯰魚、鱸魚和擬鯉。波斯灣裡有兩百多種魚蝦類，其中150種可供食用，包括蝦和明蝦。
伊朗預計到2008年底生產約69.2萬噸魚產品，其中養殖的為23.6萬噸，剩餘的從海中捕撈。到2009年3月，伊朗人均海產消費量將達到8.5公斤，預計一年後會達到10公斤。
魚子醬：伊朗預計到2009年3月，魚子醬的出口額將達到2,200萬美元。伊朗是世界上最大的魚子醬生產國和出口國，年出口量超過300噸。

## 林業
伊朗的森林面積總計約1,100萬公頃，約佔全國表面積的7%裏海地區有充足的降雨和適宜的氣候，那兒有150萬公頃的茂密森林。其餘的森林區在西部（360萬公頃）、南部森林區（43.4萬公頃）、沙漠區森林（62萬公頃）和零星散佈在其他地區的森林。伊朗環境部負責國家森林資源管理。裏海森林在2004年生產820,000立方米的木材產品，其中90%以上用於工業用途。伊朗生長最茂密，森林資源豐富的地區位於裏海區域和厄爾布爾士山脈的北坡。雖然伊朗把森林及放牧場國有化，而且名義上有12%的森林受到保護，但私營部門破壞森林的行為已成常態。伊朗由於有限的森林面積、管理不善加上破壞，而迫使必須進口木材和木製品。此外，每年森林火災摧毀20,000公頃的森林。在1954年至2004年間，估計伊朗已損失41%的森林。根據伊朗環境部前任部長的說法，伊朗林地的破壞速度達到每年100,000公頃。目前伊朗政府嚴格控制砍伐樹木，也有林地復育計劃。

## 歷史
伊朗擁有悠久的農業歷史和傳統。已知最早的山羊馴化早在公元前10,000年就在伊朗高原出現。伊朗在公元前5,000年開始有葡萄酒的釀造，而風車早在公元7世紀就由波斯人所發明。
桃子等水果由波斯傳入歐洲，這水果的拉丁語名稱persica，通過法語再轉為英語的“peach”。鬱金香最早也由古代波斯人種植，菠菜的英文spinach源自波斯字 اسفناج Esfenaj。菠菜在公元647年傳入中國的唐朝，被稱為“波斯草”徐, 淑芳. . 宇河文化出版有限公司. 2014-03-21  [2022-08-20]. （原始内容存档于2022-03-27）.。波斯人在公元前400年即已食用一種類似冰淇淋的冰品，根據許多資料顯示，最早的餅乾在7世紀的波斯存在（波斯語稱為koolucheh，今日英文則為cookie）。
甚至是雞，也是公元前5世紀首先由波斯人馴養，然後傳入歐洲。例如公元前5世紀中葉的詩人克拉提努斯（由後來1及2世紀的古希臘作家阿特納奧斯提起）稱雞為“波斯警報”。在公元前5世紀戲劇作家阿里斯托芬的作品“鳥（The Birds）”（公元前414年） 有隻雞被稱為“米底鳥”，表明雞是從波斯所引進。
坎兒井（Qanat）是種波斯人用於農業灌溉的地下渡槽，是波斯最重要和最成功的工程成就之一。坎兒井早在幾千年前就在伊朗開始使用，在現代仍有些在使用中。
伊朗因為種植和出口棉花，而在9世紀和10世紀成為伊斯蘭哈里發國統治領域中最富有者。然而在11世紀，由於全球氣溫下降，伊朗的農業經濟榮景急劇下滑，而失去領先的地位。

### 現代
伊朗現代農業始於1820年代，當時卡扎爾王朝君王納賽爾丁沙阿之下的首席部長阿米爾·卡比爾對伊朗傳統農業體系進行多項變革。改革內容包括進口改良種子，與其他國家簽訂合作合同。伊朗第一所農業學校大約在一百年前創立，伊朗農業銀行於1933年成立。阿米爾·卡比爾普遍被認為是伊朗改革及現代化的主要人物。目前負責監督和實施伊朗農業政策的部會是伊朗農業部。
伊朗有1.622億公頃土地，其中約有1,900萬公頃用於農業（佔該國土地面積的12%）。目前伊朗的農業領域的產值佔GDP的13.9%。在伊朗非石油產品出口中，農產品的佔比為30%左右。根據聯合國糧食及農業組織（FAO）的數據，伊朗生產22種重要農產品，在世界國家中排名第7：開心果產量排名第1，椰棗產量排名第2，蘋果產量排名第4。伊朗也是第12大小麥生產國，2010年的產量增幅僅次於阿根廷。伊朗曆年1389年（2010年3月21日到2011年3月20日）的農業產值增長20%，而當年農產品出口比前一年增長30%。
伊朗的農業領域面臨許多挑戰，其中最重要的兩項是降雨量減少，以及由石油收入波動所產生的影響。農業生產與降雨量有直接關係。伊朗大部分地區相對乾燥的氣候，讓當年的水資源變動成為影響生產的重要因素。例如發生在2007年的旱災損害農業產出，讓這個領域在全國GDP的比重下降至9.3%。
在石油收入方面，根據歷史資料，在高油價和隨之而來的石油貨幣暴利時期，幾乎所有消費品（包括農產品）的進口都迅速增加。伊朗國內產品因此遭到排擠，農業領域一併遭到傷害。在1973年的油價飆升後，農產品進口也急劇增加，對國內農業生產造成重大影響。在1970年到1976年期間，農產品進口的增長率達到驚人的35%。在過去幾年裡，當油價達到或超過每桶100美元時，這種情況會再次出現。農產品進口快速增長，外國產品在伊朗家庭消費中佔據相當大的比率。過去幾年中，由於伊朗國內需求增加和全球商品價格上漲的結果，導致農產品價格大幅上漲。
伊朗政府利用多種方式以支持農業領域。農業領域得到伊朗政府的大量補貼，與許多其他國家情況類似。政府每年都以預先設定的保證價格從農民購入小麥，讓農民免受季節性市場價格影響。政府還提供廣泛的補貼以改進生產方法、促進化肥和農藥的使用以及進行農業研究。但伊朗的農業領域中仍需在效率方面做改善，例如只有10%的農場配置有現代化灌溉設施，其餘的仍使用傳統方式耕作。
伊朗農業領域的傳統性質和政府對市場價格的眾多干預，導致農產品市場機制並未受到充分開發。舊有的販售模式主要由大量的零售商，每家從農民小量購入農作物，然後轉售到集市上的大型商號。伊朗政府為提高市場效率和透明度，開始允許在伊朗商品交易所（IME）進行農產品交易。在IME中交易的有超過22種不同的農產品，初期交易量約為每年200,000噸。但鑑於農產品價格對人民群眾生活和福祉會有直接影響，伊朗政府會通過設定價格限制、大量進口、補貼部分產品及限制出口等方式積極干預，以滿足國內需求。
隨著補貼改革計劃（參見伊朗政府補貼改革計畫）的實施，許多專家希望不僅政府干預和農產品價格扭曲得以減少，而且農業領域也能發生根本性的調整。伊朗政府最近把麵包價格翻了四倍，並計劃完全把市場開放。此外，政府對曾經設有限制價格的某些產品，也開始交由市場機制決定。更重要的是燃料、水和電的價格大幅上漲。但與家庭和工業領域相比,政府仍對農業領域把這些價格維持在最低水準。雖然如此，伊朗農業領域從灌溉到收穫流程中的嚴重低效率將會被更高效和更現代的技術所取代，而得到根本的改革。

## 農業

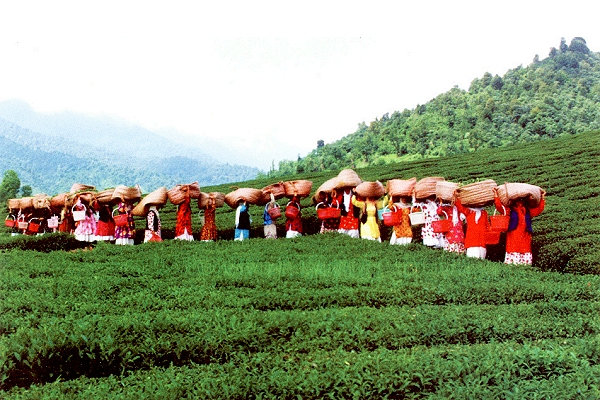
伊朗北方拉希詹一處茶園中的採茶作業。

伊朗曾在1960年代幾乎達成農業自給自足，而在1979年卻發生有65%的糧食必須進口的情況。生產力下降被歸咎於現代化肥的使用，無意間破壞伊朗稀薄的表土；土地改革問題未獲解決；缺乏經濟激勵措施促使人民增加生產以及低下的回報率，這些因素加總的結果驅使日漸增加的農業人口遷入城市地區。
伊朗自1979年以來，商業化農業已開始取代自給式農業，成為主要的農業生產模式。除一些北部和西部地區擁有雨養農業之外，伊朗其他地區則需要透過灌溉才能成功生產。伊朗在1979年革命後，為減少對西方經濟依賴，其中一項目標是求得糧食自給自足。做法是政府提高糧食和其他主食的補貼，並擴大對符合政府配額的農民提供短期貸款和免稅政策。但到1987年初，伊朗實際上比1970年代更需依賴農產品進口。
到1997年，伊朗農業部門的總產值已達250億美元。 在2000年，伊朗建設聖戰組織和當時的農業部經過立法合併，組建成為新的伊朗農業部。
伊朗發生在1999年-2000年的乾旱讓全國整體GDP下降約4.4%，並導致非石油產品出口減少、食品進口增加和通貨膨脹率上升。在2003年，伊朗非石油產品出口中，有4分之1是農產品。伊朗商品交易所在2004年設立，讓農產及相關產品也在其中交易。伊朗的農業部門在2004年的產值佔全國GDP的11% ，僱用的勞動力佔全國的3分之1。
伊朗擁有123,580平方公里適於農業的土地，農業領域是伊朗經濟的主要貢獻者之一。在2008年農業產值佔伊朗GDP近13%、就業人口的20%、非石油出口商品收入的23%、國內消費食品的82%和食品加工業使用原材料的90%。

### 鼓勵農業重點做法
伊朗鼓勵農業的重點做法為：
- 為農業和農產工業項目提供融資和低利貸款。
- 確保在國家食物需求面達到自給自足。

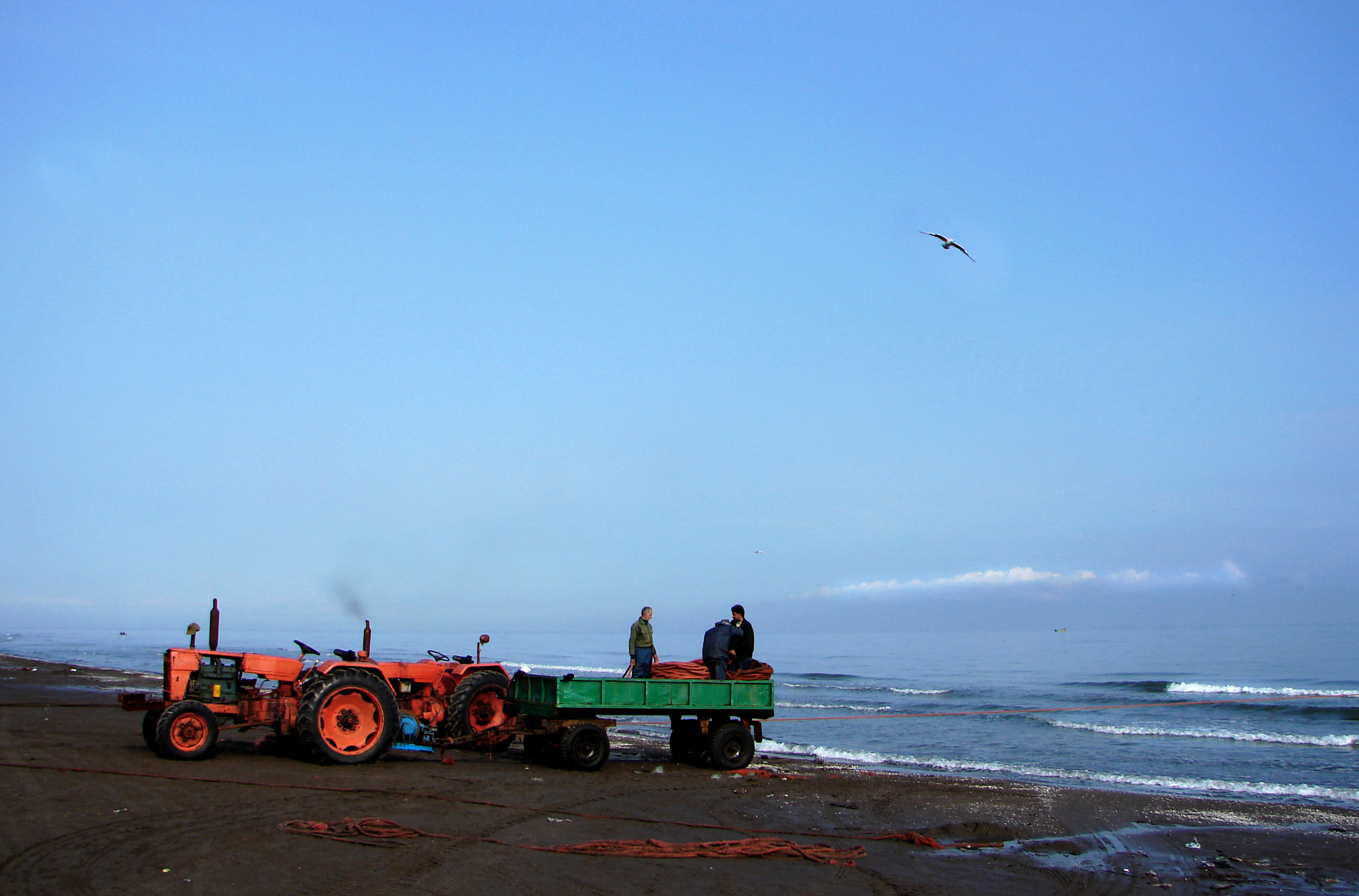
在裏海捕魚的漁民。

- 制定食品加工、包裝和灌溉部門的農產工業項目預算。
- 透過以技術轉移作為與外國合同的必要條款，創立以在本地生產為重點的農業機械和設備事業。 伊朗農業領域在2008年取得的外國貸款和投資超過5億美元。[26]
- 為農產工業項目配置政府貸款和融資。

### 農業綜合體
迄2009年，伊朗在全國6萬公頃的農業用地中建有700個農業綜合體。這些綜合體中包含有養雞場、畜牧場、養魚池以及溫室。

### 農業機械化
伊朗的農業機械化以緩慢，但穩定的步伐前進。在大不里士和阿拉克兩個城市有工業設施，擁有伊朗最大的農業機械和設備生產廠家。這個行業在2007年共使用12,000台聯合收割機和300,000台拖拉機。大不里士拖拉機製造公司最早在1966年成立，擁有近10,000名員工，每年生產30,000台拖拉機，其中很大部分用於出口。伊朗於2008年宣佈在灌溉和農業機械方面達成自給自足的目標。截至2021年，伊朗的農業機械化係數已達到每公頃有1.65馬力。

## 生產與消費
伊朗全國在2009年有22,000個食品工業單位。食品工業的每年產能已從1979年伊斯蘭革命時代前的800萬噸增加到6,000萬噸。2008年的農業產量為1.08億噸，比2007年增加2,000萬噸。
| 人均消費量 (資料來源：經濟學人信息社) | 2009年估計 | 2010年估計 |
| ------------------------------------- | ---------- | ---------- |
| 肉類消費 (公斤/人)                    | 27         | 27         |
| 乳類消費 (公升/人)                    | 64         | 65         |
| 水果消費 (公斤/人)                    | 172        | 173        |
| 蔬菜消費 (公斤/人)                    | 184        | 186        |
| 茶葉消費 (公斤/人)                    | 0.9        | 0.9        |

### 產量及世界排名
伊朗政府的農業政策是實現糧食生產自給自足，到2007年，伊朗的基本農產品自足率已達到96%。但在食品的儲存、加工、營銷和消費過程中產生的浪費，仍讓人擔憂（根據某些消息來源，浪費達到產量的30%）。
下表列出伊朗在2007年位居世界前茅的各項農產品。
| 世界排名 | 農產品; (資料來源:聯合國糧食及農業組織)                                            |
| -------- | ---------------------------------------------------------------------------------- |
| 第1名    | 開心果、小檗、魚子醬、番紅花、核果和漿果                                           |
| 第2名    | 椰棗、杏                                                                           |
| 第3名    | 西瓜、櫻桃、麝香甜瓜和哈密瓜、蘋果、無花果和醃黃瓜                                 |
| 第4名    | 綿羊、水果、榅桲、羊毛、扁桃和核桃                                                 |
| 第5名    | 茴芹、八角、茴香、芫荽、鷹嘴豆和蠶蛹                                               |
| 第6名    | 榛子、牛奶和馬鈴薯                                                                 |
| 第7名    | 葡萄、洋蔥、歐洲酸櫻桃、羊乳和奇異果                                               |
| 第8名    | 香辛料、桃、甜桃、柑、橘、克里曼丁紅橘、檸檬及青檸、橙、山羊奶、南瓜、南瓜屬及葫蘆 |
| 第9名    | 小扁豆                                                                             |
| 第10名   | 柿、茶葉和蜂蜜                                                                     |
| 第11名   | 火麻子（芝麻）                                                                     |
| 第12名   | 柑橘屬、小麥、李子及黑刺李                                                         |
| 第13名   | 瓜子、雞蛋和茄子                                                                   |
| 第14名   | 甜菜、蔬菜、大麥和馬鈴薯                                                           |
| 第15名   | 葵花籽、菜蓟                                                                       |

下列為伊朗最重要農業產品在2007年的價值（美金）：
| 農產品; (資料來源：資料來源:聯合國糧食及農業組織) | 國際價值; x千元美金 | 數量; 公噸 |
| ------------------------------------------------- | ------------------- | ---------- |
| 牛奶                                              | 1,715,313           | 6,500,000  |
| 葡萄                                              | 1,391,700           | 2,900,000  |
| 番茄                                              | 1,184,650           | 5,000,000  |
| 小麥                                              | 1,169,603           | 15,000,000 |
| 蘋果                                              | 764,005             | 2,660,000  |
| 開心果                                            | 760,184             | 230,000    |
| 馬鈴薯                                            | 729,601             | 4,500,000  |
| 雞蛋                                              | 543,543             | 711,000    |
| 稻米                                              | 471,135             | 2,800,000  |
| 橙                                                | 404,202             | 2,300,000  |
| 西瓜                                              | 344,091             | 3,300,000  |
| 蔬菜                                              | 328,387             | 1,750,000  |
| 椰棗                                              | 313,470             | 1,000,000  |
| 洋蔥                                              | 313,293             | 1,700,000  |
| 黃瓜及醃黃瓜                                      | 290,146             | 1,720,000  |
| 甜菜根                                            | 243,959             | 5,300,000  |
| 水果                                              | 223,314             | 1,400,000  |
| 麝香甜瓜                                          | 218,091             | 1,230,000  |
| 核桃                                              | 208,506             | 170,000    |
| 櫻桃                                              | 196,317             | 225,000    |

#### 2018年伊朗各項農產品世界排名
- 小麥產量世界排名第13 (14,500百萬噸);
- 甘蔗產量810萬噸，用以生產蔗糖以及乙醇（酒精）;
- 番茄產量世界排名第6（650萬噸）；
- 馬鈴薯產量排名世界第13（530萬噸）；
- 甜菜產量世界排名第13（490萬噸），用以生產食糖及乙醇；
- 西瓜產量世界排名第2（410萬噸），僅次於中國；
- 大麥產量世界排名第16（280萬噸）；
- 蘋果產量世界排名第5（250萬噸）；
- 洋蔥產量世界排名第5（240萬噸）；
- 黃瓜/醃黃瓜產量世界排名第2（220萬噸），僅次於中國；
- 葡萄產量世界排名第10（200萬噸）；
- 橙產量世界排名第10國（180萬噸）；
- 甜瓜產量世界排名第3（170萬噸），僅次於中國和土耳其；
- 椰棗產量世界排名第3（120萬噸），僅次於埃及和沙烏地阿拉伯；
- 茄子產量世界排名第5（66.6萬噸）；
- 桃子產量世界排名第7（64.5萬噸）；
- 開心果產量排名世界第1（55.1萬噸）；
- 核桃產量排名世界第3（40.9萬噸），僅次於中國和美國；
- 杏產量排名世界第3（34.2萬噸），僅次於土耳其和烏茲別克斯坦；
- 李子產量排名世界第5（31.3萬噸）；
- 奇異果產量排名世界第4（26.6萬噸）次於中國、義大利和紐西蘭；
- 扁桃仁產量排名世界第3（13.9萬噸），僅次於美國和西班牙；
- 茶葉產量排名全世界第8（10.9萬噸）；
- 木瓜產量排名世界第4（7.6萬噸），次於烏茲別克斯坦、土耳其和中國；
- 年產稻米200萬噸；
- 年產玉米130萬噸；
- 年產萵苣和菊苣52.5萬噸；
- 年產柑橘46.5萬噸；
- 年產檸檬44.5萬噸；
- 年產胡蘿蔔33.7萬噸；
- 年產豆類28.5萬噸；
- 年產鷹嘴豆22.1萬噸；
- 年產大豆21萬噸；
- 年產南瓜15.4萬噸；
- 年產梨15.3萬噸；
- 年產櫻桃13.7萬噸；

伊朗也生產小量的其他農產品。

## 出口
伊朗在2004年-2005年的農產品出口金額為12億美元，2007年-2008年為26億美元。主要包括新鮮和乾燥水果、堅果、皮革、加工食品、魚子醬和辛香料。根據出口價值排名，前四名是開心果、葡萄乾、椰棗和番紅花。2008年出口的數量近800萬噸。但根據伊朗中央銀行的數據，伊朗在2008年出口“農產品”數量為320萬噸，總值32億美元，“比前一年增長6.1%”。財政年度2012年-2013年（截至2013年3月20日）的農業和食品出口金額為52億美元。財政年度2013年-2014年的農產品和食品出口比前一年度增長27%，價值為66億美元。

### 食物
伊朗食品行業包含有12,198個單位，佔農業所有經營單位的12%。食品業僱用大約328,000 人，佔整個農業勞動力的16.1%。伊朗的食品出口價值在2007年為7.36億美元，在2010年為10億美元（約60萬噸）。主要的出口商品有軟性飲料、礦泉水、餅乾、巧克力、糖果糕點、食用油、乳製品、果乾和水果、果醬和果凍、通心粉、蔬果汁和酵母，主要出口國有伊拉克、阿富汗、土庫曼斯坦、塔吉克斯坦和其他中亞國家、俄羅斯、烏克蘭、白俄羅斯、巴基斯坦、沙烏地阿拉伯、科威特、阿拉伯聯合大公國、卡達、阿曼、敘利亞、德國、西班牙、荷蘭、法國、加拿大、委內瑞拉、日本、韓國和土耳其。

## 政府政策
伊朗政府對於農業的政策是支持農民，鼓勵種植國家策略上重要的作物。做法有兩種：一是依照保證價格收購某些農作物，二是透過農場補貼，鼓勵生產某些農作物。依保證價格收購的做法在1989年開始實施。平均而言，保證價格在過去15年中已根據通貨膨脹率做調整。但主要作物的個別補貼水準每年都會有不同。
伊朗在1990年代和2000年代初期的農業規劃，只能算勉強成功。根據政府數據，在1990年代（包含該國前兩個經5年濟計劃），規劃中農業現代化的預測目標，政府部門只達成40.5%，私營部門只達成40.2% 。
由於小麥被認為是伊朗最具戰略意義的作物，所以獲得最大的補貼，產量在1990年至2005年間增長最快。從2003年到2004年財政年度，小麥補貼達到創紀錄的1.5億美元，增加率為17.2%。1981年至2004年財政年度間，小麥種植面積維持在500萬公頃，但產量則從570萬噸增加到超過1,100萬噸。
從1990年開始，政府擴大農業支持計劃，包括主要農作物的保證價格收購、補貼、優惠貸款利率、政府投資和優惠外貿政策。伊朗在1989年到2003年期間，小麥、食糖和紅肉的進口量分別下降77.7%、39.6%和88.2%，主因就是政府對國內農業的支持。而與此同期，伊朗農產品出口額從1989年的4.615億美元增加到2004年的17億美元。而同期食品和活體牲畜進口總額從13.7億美元增加到26.5億美元。 

### 進口
伊朗在以往是由私營部門包辦該國大部分的糧食和油籽進口，但從2012年開始，伊朗政府透過國營的政府貿易公司 (Government Trading Corporation，GTC) 擴大參與進口業務。其他兩個加入運作的重要國營公司是畜牧事務物流公司(Livestock Affairs Logistic Co，SLAL) 和政府穀物貿易機構（Government Grain Trading Agency）。
伊朗農產品進口在阿赫瑪迪內賈德總統執政期間（2005年至2013年）迅速增加，2012年-2013年財政年度（截至2013年3月20日）達到132.14億美元，在2003年-2004年財務年度的農產品進口金額為35億美元。
截至2015年，伊朗在小麥、大麥和稻米的進口，為全球4大買家之一，也是全球10大原糖進口國之一。據報導，部分進口小麥在進口後，有人依據伊朗政府保證收購價格轉售給政府，以謀不法利益。原因是進口小麥和大麥均無進口稅，因此這類小麥進口增加後，會壓低國內的小麥生產數量。伊朗在2014年-2015年財政年度農產品進口額為120億美元，而在次一財政年度的進口額為90億美元。

### 產業標準
伊朗參與簽雙邊協議，為該國進口的許多農產品（包括肉類和小麥在內）制定標準。這些協議通常由國對國間單獨談判後制定，讓伊朗得在這些產品裝運之前先行檢驗。
伊朗海關和伊朗獸醫機構負責監管進口食品（包括乳製品）。
肉類進口需要商務部和農業部的書面核准。伊朗政府堅持在任何牲畜屠宰過程中，要有什葉派神職人員在場（以符合清真要求），並經過獸醫機構檢查。
伊朗與國際食品法典委員會合作，根據不同的國際標準，制定和開發與農產品和食品的生產和貿易相關的品質與健康法規標準。

### 植物保護組織
伊朗植物保護組織（Plant Protection Organization in Iran）負責為所有植物及植物局部，包括鱗莖、扦插、根、果實、苗和種子核發進出口許可證，並在技術上核發各種農藥、除草劑和植物激素的進出口、生產、轉化和包裝的許可症。

### 研究與開發
哈比波拉·希達亞特博士於1961年創立伊朗營養與食品科學研究所 (Institute of Nutrition and Food Science of Iran，INFSI) ，這個機構一直致力於伊朗人食品和營養的研究。
伊朗第一個轉基因（GM）稻米在2005年獲得國家當局核准後進行商業化種植以供人食用。另外伊朗在實驗室中做出轉基因的抗蟲害玉米、棉花、馬鈴薯和甜菜；抗除草劑芥花；耐鹽鹼和耐旱的小麥；以及抗枯萎病玉米和小麥。然而圍繞轉基因食品爭議和政府對生產生物技術產品的限制，伊朗因為法律管制不嚴，在2015年仍進口價值50億美元的種轉基因作物。
伊朗在農業領域正進行不同的研究，主要針對的是解決當地的問題和需求。伊朗也積極投入供農業應用奈米科技研究計劃。

## 外部連結
International organizations
- World Bank report on Iran's agriculture (1994) （页面存档备份，存于）
- FAO （页面存档备份，存于） - Agricultural Sector Statistics for Iran （页面存档备份，存于）
  - Comparison of Iranian agricultural output with rest of the world at United Nation's FAO
  - Iran Fishery Statistics 2003 （页面存档备份，存于）
  - Fertilizer use statistics in Iran on FAO website （页面存档备份，存于）

Government sites
- Ministry of Agricultural Jihad Of Iran （页面存档备份，存于）
- Department of Land Cultivation and Management （页面存档备份，存于）
- Annual Reviews- Reports by the Central Bank of Iran, including statistics about agriculture in Iran and subsidized price lists.
- .   [2007-02-09]. （原始内容存档于2008-07-23）.

Specialized reports

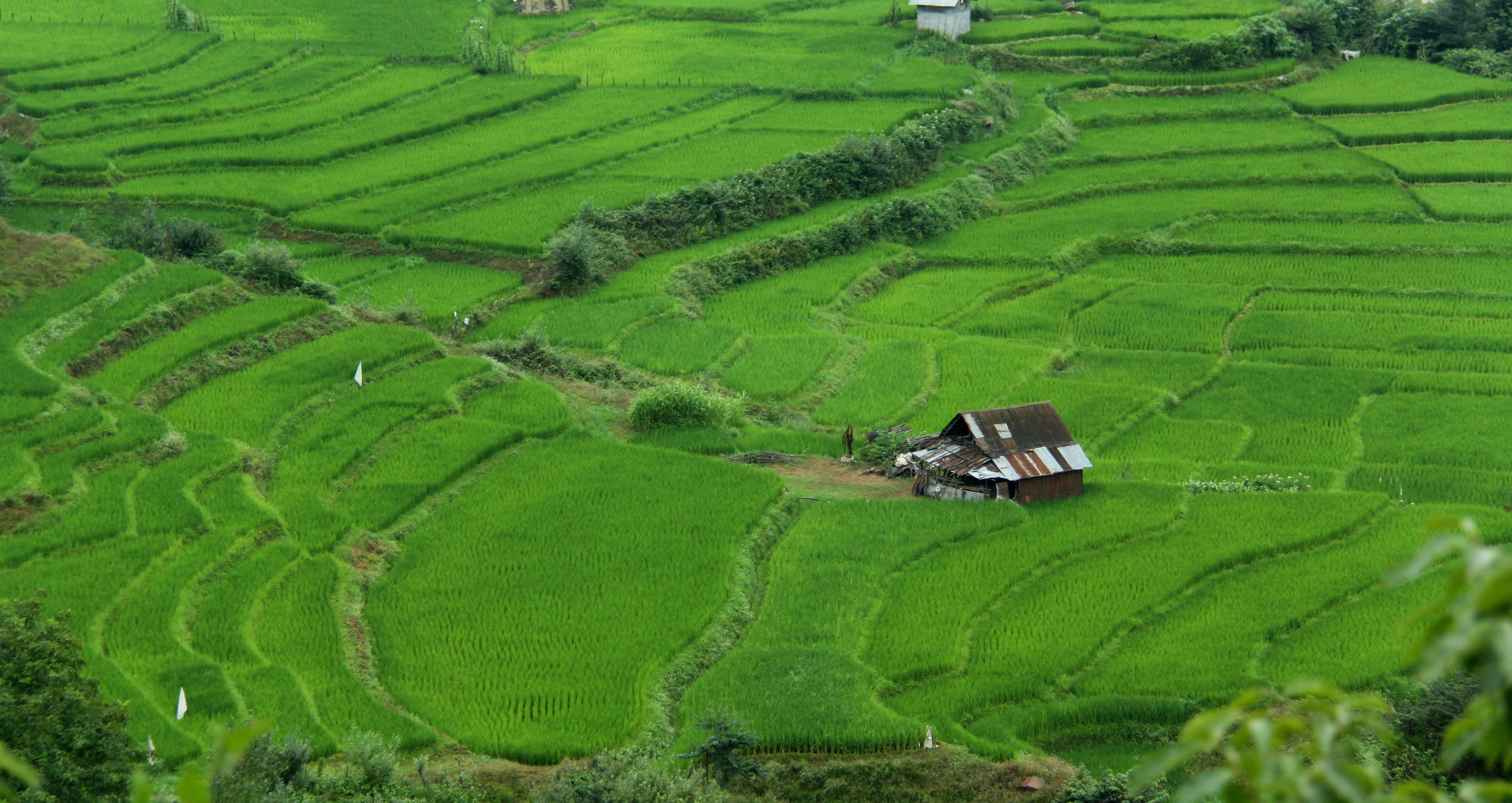
伊朗北部近裏海處，斑得皮的稻田。

- Iran Agriculture Brief (2008)
- Iran Agribusiness Report (50-page, 2010-report)
- Dried Processed Food in Iran (50-page, 2010-report)

Articles
- Graph of fishing in Iranian waters （页面存档备份，存于）
- Iran/Economy/fisheries/Iran fisheris1.shtm Iran's Fisheries[永久]

General
- Agriculture in Iran （页面存档备份，存于） - Encyclopædia Iranica
- Exclusive economic zone of Iranian waters （页面存档备份，存于）
- Iran Forest Service
- Soil Science Society of Iran （页面存档备份，存于）
- Biotechnology Study Center, Tehran （页面存档备份，存于）
- Iran Agricultural Scientific Information and Documentation Center （页面存档备份，存于）

Videos
- [永久]